# Crotalaria glaucoides
Crotalaria glaucoides är en ärtväxtart som beskrevs av Baker f.. Crotalaria glaucoides ingår i släktet sunnhampor, och familjen ärtväxter. Inga underarter finns listade i Catalogue of Life.